# 홀 푸드 마켓

2016년부터 사용된 홀 푸드 마켓 로고.

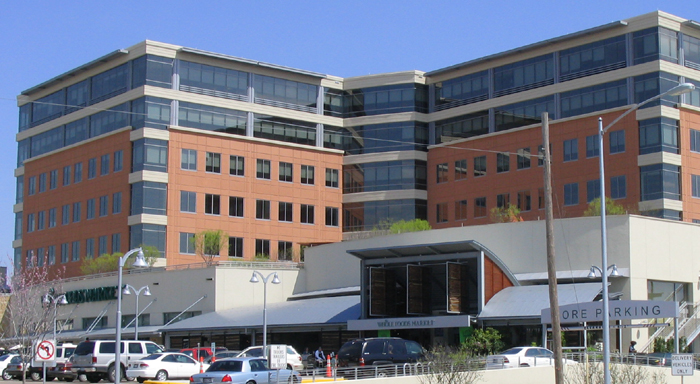
다운타운 오스틴에 위치한 본사.

홀 푸드 마켓(Whole Foods Market Inc.)은 인공 첨가제가 포함되지 않은 유기농 식품을 전문적으로 판매하는 미국의 슈퍼마켓 체인점이다. 북아메리카와 영국에 479개의 점포가 있다.
2017년 8월 23일, 연방거래위원회는 아마존닷컴과 홀 푸드 마켓의 합병을 승인했다. 그 다음 날에 이 거래는 2017년 8월 28일 종료될 것이라고 발표되었다.

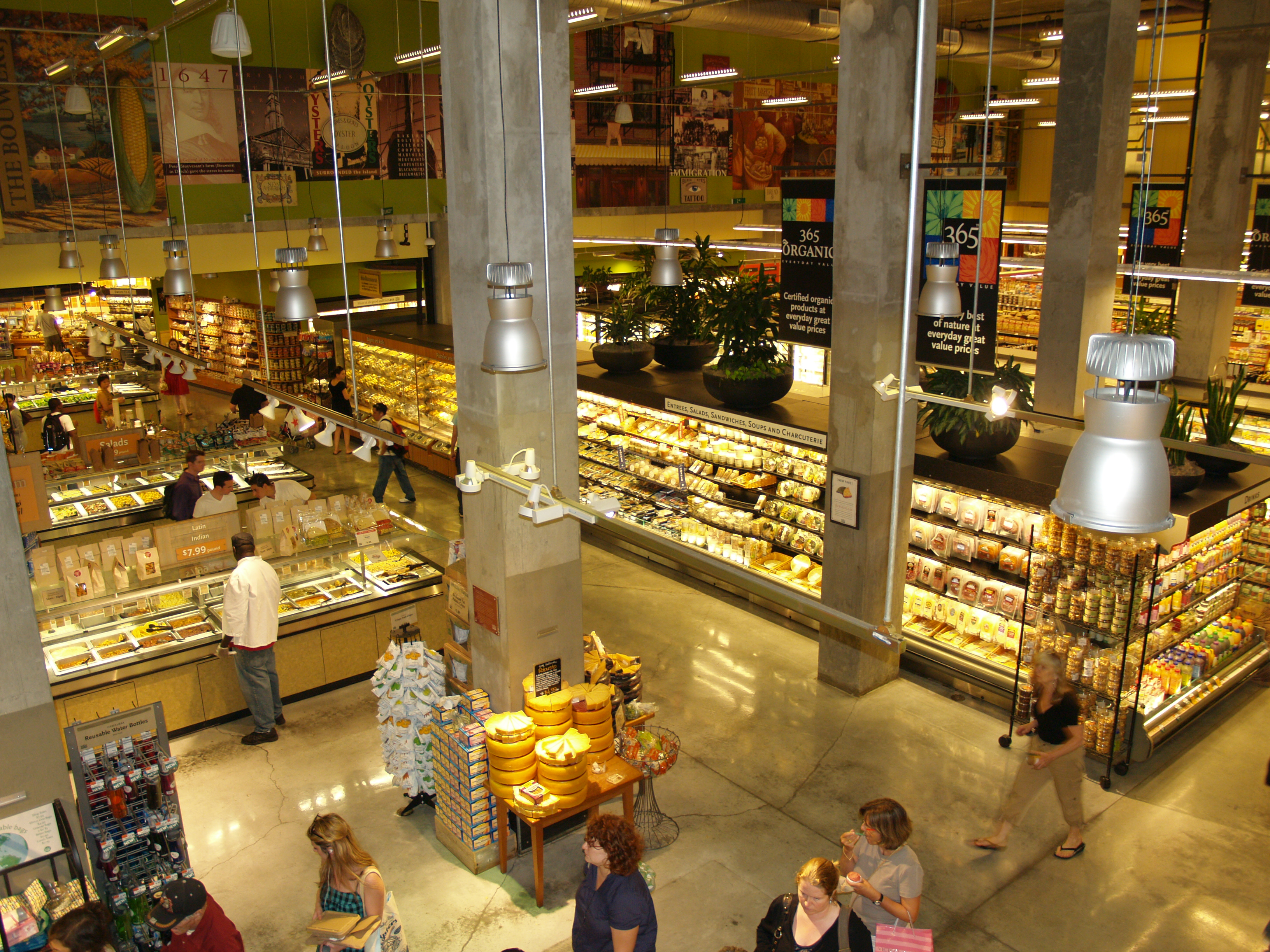
맨해튼
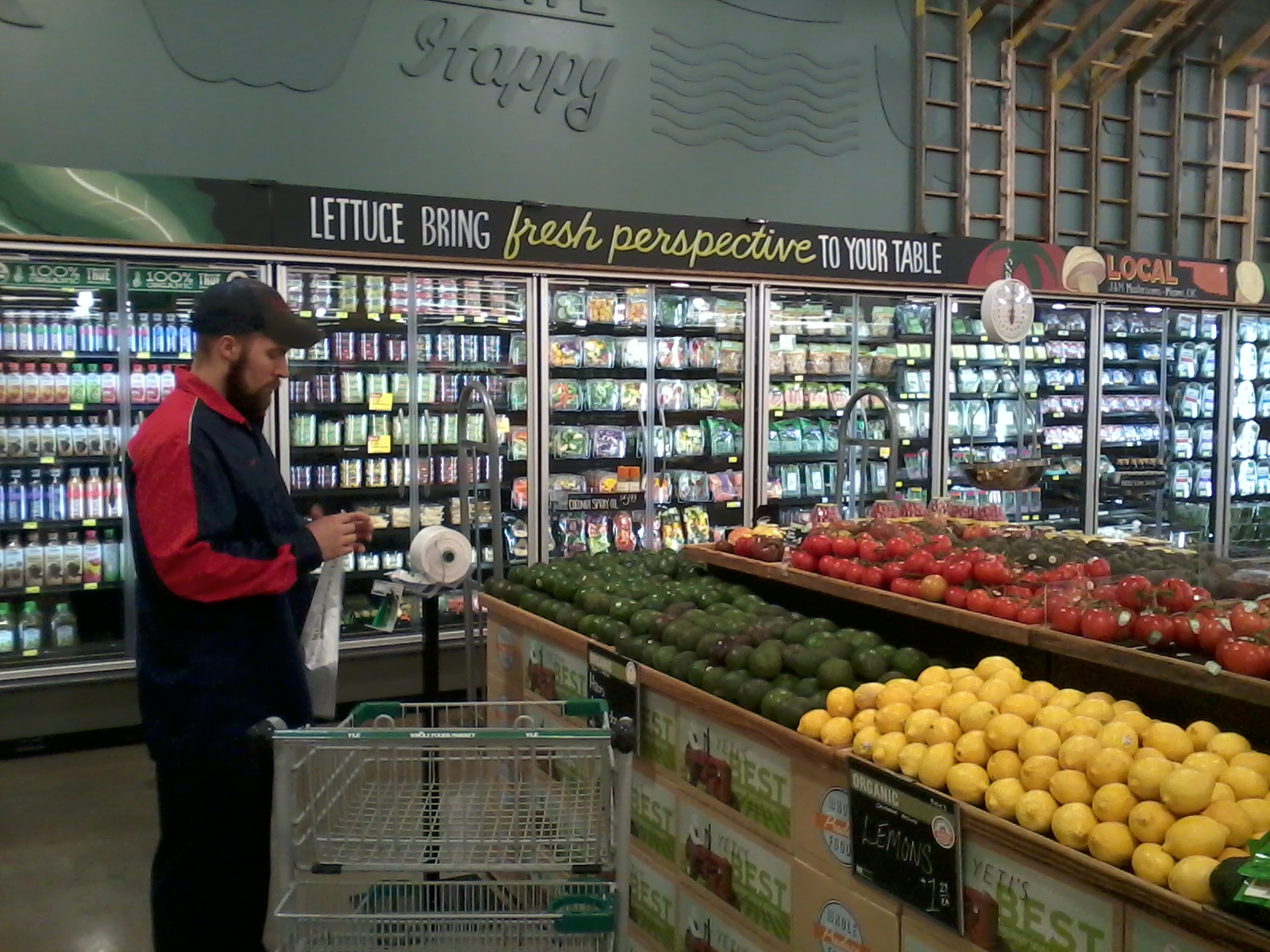
오클라호마
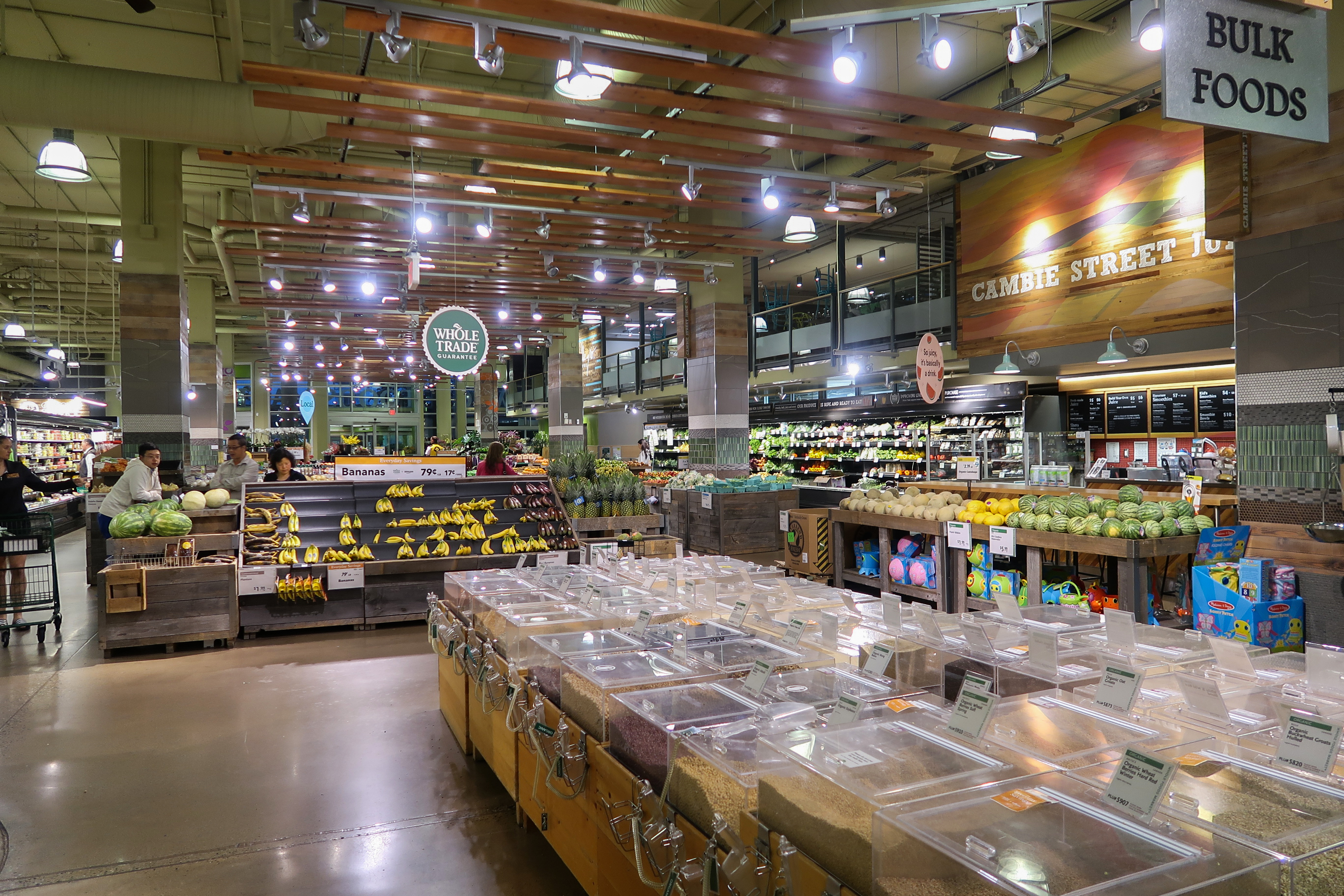
브리티시컬럼비아

## GMO 제품 레이블
홀 푸드 마켓이 GMO(유전자 변형 생물) 제품 레이블을 2018년 고객에게 제공할 계획이라고 발표하였다. GMO 투명성에 대한 노력이 각 부서 전반에 적용된다. 수년 간 비GMO 프로젝트로 확인된 물건들이 식료품부(Grocery)에서 판매되어 왔다. 생산부(Produce)에서 이러한 노력이 지속되면서 홀 푸드는 유기농 식품의 구매를 권고하고 있다. 해산물부(Seafood)에서는 양식 어류에 대해 비GMO 프로젝트 확인 프로세스의 계획이 진행되고 있다. 현재 양식 어류에 대한 USDA 유기농 규제는 없는 상황이다.

## 추가 문헌
- Davis, Joshua Clark, From Head Shops to Whole Foods: The Rise and Fall of Activist Entrepreneurs (New York: Columbia University Press, 2017).
- Mackey, John and Raj Sisodia: Conscious Capitalism: Liberating the Heroic Spirit of Business (Cambridge, Mass.: Harvard Business Review, 2012).
- Mack, Adam. "The Politics of Good Taste: Whole Foods Markets and Sensory Design." The Senses and Society. Volume 7: March 2012: 87–94.